# 西原寬
西原寬（日语：西原寛, 1955年3月21日—）是現任日本東京大學化學系教授兼任系主任。他是一位世界知名的電化學、光化學、錯合物化學及奈米化學研究者。他的教學領域為無機化學。他的研究專長為π共軛化合物的光電磁特性研究及應用。近年來西原研究室積極開發一次元超分子錯合物導線（molecular wires）及二次元超分子奈米片狀材料（nanosheets），並取得優異成果。

## 生平
1955年3月21日出生在日本九州南端的鹿兒島市。1973年進入東京大學化學系大學部就讀。1977年進入東京大學化學系碩士班，跟隨佐佐木行美教授進行有機金屬化學研究。於1979年於同實驗室開始他的博士研究，並於1982年以「雙氮錯合物與氫金屬羰基錯合物取的反應研究」論文取得博士學位。同年進入慶應義塾大學任副研究員。於1990年於同大學升任助理教授，並於兩年後（1992年）升任副教授。於慶應義塾大學期間，他的研究重心著重於電化學及介面化學，並於1987年到1989年期間到北卡羅來納大學莫瑞實驗室 （Royce W. Murray, The University of North Carolina at Chapel Hill）進行訪問研究。1997年，西原寬轉任東京大學化學系教授，並於此大學任教授至今。西原博士發表超過300篇學術論文於國際期刊，並有多部著書及專利，是一位優秀及多產的化學家。

## 研究
以π共軛化合物建構功能性分子系統
- 分子導線等具功能性分子修飾電極研究
- π共軛奈米片狀材料研究
- 多重機能金屬錯化合物研究
- 光化學活性分子研究
- 生物分子共軛系統研究

## 學歷
- 1977年 東京大學理學院化學系 學士
- 1979年 東京大學理學院化學系 碩士
- 1982年 東京大學理學院化學系 博士「Reaction of Dinitrogen Complexes with Hydridometal Carbonyls」[2]

## 經歷
- 1982年 慶應義塾大學理工學院 化學系 副研究員
- 1987年至1989年 北卡羅來納大學教堂山分校 客座研究員
- 1990年 慶應義塾大學理工學院 化學系 助理教授
- 1992年 慶應義塾大學理工學院 化學系 副教授 介面化學
- 1994年到1996年 科學技術振興事業團(國立研究開發法人科學技術振興機構) PRESTO 研究員(兼任)
- 1997年至今 東京大學理學院化學系 教授 無機化學

## 榮譽
- 1992年 日本化學會 青年科學家講座
- 2003年 日本化學會 創新學術研究獎「新型態π共軛錯合物合成及其多重物與機能之研究」
- 2005年 法國波爾多第一大學 講座教授
- 2009年 法國斯特拉斯堡大學 名譽教授
- 2011年 法國波爾多第一大學 榮譽博士[3]
- 2012年 香港浸會大學 講座教授
- 2014年 日本文部科學省 科學技術獎[4]
- 2014年 英國皇家化學學會 會士
- 2015年 日本配位化學會 配位化學會獎

## 專業職歷
- 日本化學會 化學教育 編輯委員會委員
- 日本化學會 日本化學會會誌 編輯委員會委員
- 日本腐蝕防蝕學會 材料與環境雜誌（日語：材料と環境；英語：Corrosion Engineering） 編輯委員會委員
- 日本電化學會 電化學雜誌（日語：電気化学および工業物理化学；英語：Electrochemistry） 編輯委員會委員
- 日本化學會 Bulletin of the Chemical Society of Japan 編輯委員會委員
- 國際純化學與應用化學聯盟(IUPAC) 第八屆國際大分子金屬錯合物會議（8th International Symposium on Macromolecule-Metal Complexes） 籌備委員會委員
- 國際電化學會暨日本電化學會聯合會議，1999年美國檀香山 籌備委員會委員
- 日本電化學會 理事會成員
- 日本配位化學會 理事會成員
- 日本科學技術振興機構 研究計畫審核特別委員會成員
- 國際電化學會 籌款委員會成員
- 國際電化學會暨日本電化學會聯合會議，2004年美國檀香山 日本電化學會籌備委員會委員秘書長
- RSC Inorganic Chemistry Frontiers 編輯委員會委員[5]
- Inorgainc Chemistry: An Indian Journal 編輯委員會委員[6]
- The Chemical Record 榮譽委員[7]
- 日本國家級計畫 "Coordination Programming" 計畫主持人[8]
- 日本化學會 副會長[9]
- 日本化學會 第95春季年會(2015) 實行委員長[10]
- 電気化学合同会議(PRiME2008)日米合同大会実行委員長[11]
- 日本電化學會 副會長(2010-2011年)[12][13]
- 日本電化學會 最初代表理事[14]

## 著書
- "電池はどこまで軽くなる? くらしを支える電子とイオン"立間徹,渡辺正,西原寛,板垣昌幸,竹山春子[15]
- "金属錯体の電子移動と電気化学" 西原寛,市村彰男,田中晃二[16]
- "元素 大百科事典" 渡辺正 監訳,【訳者】西原寛,立間徹,下井守,野津憲治,宮村一夫,髙野穆一郎[17]
- "レイナーキャナム 無機化学" G. Rayner-Canham, T. Overton 著; 西原寛, 高木繁, 森山広思 譯[18]
- "ハウスクロフト 無機化学" C. E. Housecroft, A. G. Sharpe 著; 巽和行, 西原寛, 穐田宗隆, 酒井健 監譯[19]
- "Organometallic Conductive Polymers." H. Nishihara, in Handbook of Organic Conductive Molecules and Polymers, ed by H. S. Nalwa, Wiley, 1997, Vol. 2, Chapter 19, pp. 799-832.

## Reviews
- "Azo-and quinone-conjugated redox complexes—photo-and proton-coupled intramolecular reactions based on d–π interaction." Kurihara, M., & Nishihara, H., Coordination chemistry reviews, 2002, 226(1), 125-135.[20]
- "Combination of redox-and photochemistry of azo-conjugated metal complexes." Nishihara, H., Coordination chemistry reviews, 2005, 249(13), 1468-1475.[21]
- "Construction of redox-and photo-functional molecular systems on electrode surface for application to molecular devices." Nishihara, H., Kanaizuka, K., Nishimori, Y., & Yamanoi, Y., Coordination Chemistry Reviews, 2007, 251(21), 2674-2687.[22]
- "Photosynthetic hydrogen production" Allakhverdiev, S. I., Thavasi, V., Kreslavski, V. D., Zharmukhamedov, S. K., Klimov, V. V., Ramakrishna, S., Losa, D. A., Mimurod, M., Nishiharae, H., Carpentierf, R., Journal of Photochemistry and Photobiology C: Photochemistry Reviews, 2010, 11(2), 101-113.
- "Arylethynylanthraquinone and Bis (arylethynyl) anthraquinone: Strong Donor-Acceptor Interaction and Proton-induced Cyclization to Form Pyrylium and Dipyrylium Salts." Sakamoto, R., Rao, K. P., & Nishihara, H., Chemistry Letters, 2011, 40(12), 1316-1326.[23]
- "Bis (terpyridine) metal complex wires: Excellent long-range electron transfer ability and controllable intrawire redox conduction on silicon electrode." Sakamoto, R., Katagiri, S., Maeda, H., & Nishihara, H., Coordination Chemistry Reviews, 2013, 257(9), 1493-1506.
- "Coordination Programming-A Concept for the Creation of Multifunctional Molecular Systems" Nishihara, H., Chem. Lett, 2014, 43, 388-395.
- "π-Conjugated bis (terpyridine) metal complex molecular wires." Sakamoto, R., Wu, K. H., Matsuoka, R., Maeda, H., & Nishihara, H., Chemical Society Reviews. 2015.[24]
- Molecular wires. Guldi, D. M., Nishihara, H., & Venkataraman, L., Chemical Society Reviews, 2015, 44(4), 842-844.[25]